# Ivan Gotti
Ivan Gotti (ur. 28 marca 1969) – włoski kolarz szosowy. 
Urodził się w San Pellegrino Terme w prowincji Bergamo. Profesjonalną karierę rozpoczął w 1991 roku startem w Château d’Ax. Pierwszy sukces to piąte miejsce w Tour de France 1995, kiedy przez dwa dni wyścigu nosił nawet białą koszulkę dla najlepszego młodego zawodnika. Na piątej pozycji zakończył również Giro d’Italia 1996, gdzie wygrał etap Mortirolo - Aprica.
Szczupły (176 cm i 57 kg), ale atletycznie zbudowany, charakterystyczny przez swoje perfekcyjne treningi, Gotti wygrał Giro d’Italia 1997, tocząc do końca walkę z Pavlem Tonkovem. Dwa lata później triumfował w tym samym wyścigu dzięki dykwalifikacji Marco Pantaniego.
Po 1999 zaczął się dla niego trudny okres: podejrzenia o doping, które dementował. Presja środowiska spowodowała, że zakończył karierę w 2002 roku.
Obecnie Gotti w rodzinnych stronach trudni się reklamą.

## Drużyny
- Gatorade (1991-1993)
- Polti (1994)
- Gewiss (1995-1996)
- Saeco (1997-1998)
- Polti (1999-2000)
- Alessio (2001-2002)

## Osiągnięcia
- 21. etap Giro d’Italia - 1996
- 14. etap Giro d’Italia - 1997
- Giro d’Italia - 1997
- Giro d’Italia - 1999
- 6. etap Volta Ciclista a Catalunya - 2001
- Trofeo Bonacossa Giro d’Italia - 1997

- 2 dni w białej koszulce Giro
- 11 dni w różowej koszulce Giro

## Wyniki w Tour de France
- Tour de France 1995: 5°
- Tour de France 1996: nie ukończył
- Tour de France 1997: nie ukończył
- Tour de France 1998: nie ukończył
- Tour de France 1999: nie ukończył
- Tour de France 2002: 23°

## Wyniki w Giro d’Italia
- Giro d’Italia 1992: 23°
- Giro d’Italia 1994: 16°
- Giro d’Italia 1996: 5°
- Giro d’Italia 1997: 1°
- Giro d’Italia 1998: nie ukończył
- Giro d’Italia 1999: 1°
- Giro d’Italia 2000: 19°
- Giro d’Italia 2001: 7°
- Giro d’Italia 2002: 13°

## Wyniki w Vuelta a España
- Vuelta a España 2000: nie ukończył

## Inne wyniki
- 3° Gp Camaiore - 1991
- 2° Giro dell'Emilia - 1991
- 3° Subida a Urkiola - 1992
- 6° Vuelta a Burgos - 1992
- 5° Szosowe Mistrzostwa Włoch - 1992
- 6° Coppa Placci - 1993
- 5° Giro dell'Emilia - 1993
- 10° Giro di Romandia - 1994
- 5° Giro del Trentino - 1995
- 5° Coppa Sabatini - 1995
- 6° Tour de Suisse - 1995
- 4° Giro del Trentino - 1997
- 8° Giro di Romandia - 1998
- 6° Giro del Trentino - 1999
- 10° Giro dell'Emilia - 2000
- 5° Tre Valli Varesine - 2000